# François-Anne-René-Marie Le Maignen
François-Anne-René-Marie Le Maignen, né le 30 juillet 1752 à Avranches, où il est mort le 9 avril 1836, est un homme politique français.

## Biographie
Fils de René-Marie Le Maignen et de Louise-alexandrine Mury, il occupa les fonctions de régisseur ou procureur du comté de Mortain le 24 mars 1778, puis des domaines de Carentan et de Saint-Lô le 22 décembre suivant, et devint, en septembre 1787, syndic de la noblesse au bureau intermédiaire de Carentan. Il fut nommé maire de Carentan en janvier 1790, administrateur du département de la Manche en juillet de la même année, et procureur-syndic de Carentan au mois de février 1791.
Arrêté comme noble en septembre 1793, il passa devant le tribunal révolutionnaire, fut incarcéré à la prison Sainte-Pélagie, et ne recouvra sa liberté qu'après la chute de Robespierre. Nommé, en 1795, receveur du district de Carentan, il fut élu député de la Manche au Conseil des Cinq-Cents, le 25 vendémiaire an IV, par 256 voix (455 votants) ; il n'y prit la parole que pour faire suspendre l'aliénation des biens nationaux employés au service militaire. Rallié au 18 brumaire, il fut nommé sous-préfet de Valognes le 21 germinal an VIII, et conserva ces fonctions jusqu'au 23 novembre 1815.

## Sources bibliographiques
- « François-Anne-René-Marie Le Maignen », dans Adolphe Robert et Gaston Cougny, Dictionnaire des parlementaires français, Edgar Bourloton, 1889-1891 [détail de l’édition]